# Список населённых пунктов Бабушкинского района Вологодской области
По данным Вологдастат на 1.01.2009 население Бабушкинского района составляет 13,6 тыс. человек., в том числе в городских условиях проживают около 8 тыс. В состав района входят 10 сельских поселений.
Ниже приведён список всех населённых пунктов района с указанием кодов ОКАТО и почтовых индексов. Жирным шрифтом выделены центры поселений. Также перечислены все почтовые отделения в соответствующих населённых пунктах.

## Бабушкинское сельское поселение
В состав поселения входят населённые пункты, ранее относившиеся к сельсоветам:
- Бабушкинскому (ОКАТО 19 208 804, индекс 161350)
- Леденьгскому (ОКАТО 19 208 820, индекс 161360)

Список населённых пунктов:
- 19 208 820 003 деревня Аксеново
- 19 208 820 002 деревня Антоново
- 19 208 820 004 деревня Дьяково
- 19 208 804 001 село имени Бабушкина п/о 161350
- 19 208 820 005 деревня Княжево
- 19 208 820 006 посёлок Леденьга
- 19 208 820 007 деревня Тупаново
- 19 208 820 001 посёлок Юрманга

## Березниковское сельское поселение
В состав поселения входят населённые пункты, ранее относившиеся к Березниковскому сельсовету. Индекс 161346.
- 19 208 808 002 деревня Борисово
- 19 208 808 016 деревня Васильево
- 19 208 808 003 деревня Волгино
- 19 208 808 001 село Воскресенское п/о 161346
- 19 208 808 005 деревня Гаревка или Починок Гаревой
- 19 208 808 007 деревня Горка
- 19 208 808 006 деревня Грушино
- 19 208 808 008 деревня Дмитриево
- 19 208 808 009 деревня Душнево
- 19 208 808 010 деревня Житниково
- 19 208 808 011 деревня Легитово
- 19 208 808 012 деревня Минькино или Миньково
- 19 208 808 013 деревня Павлово
- 19 208 808 014 деревня Погорелово
- 19 208 808 015 деревня Скородумово

## Демьяновское сельское поселение
В состав поселения входят населённые пункты, ранее относившиеся к сельсоветам:
- Демьяновскому (ОКАТО 19 208 824, индекс 161364)
- Косиковскому (ОКАТО 19 208 832, индекс 161363)

Список населённых пунктов:
- 19 208 824 002 деревня Большой Двор
- 19 208 824 001 деревня Демьяновский Погост п/о 161364
- 19 208 832 002 деревня Зеленик
- 19 208 824 003 деревня Климовская
- 19 208 832 003 деревня Ковшево
- 19 208 824 004 деревня Коровенская
- 19 208 824 005 деревня Королиха
- 19 208 832 001 деревня Косиково п/о 161363
- 19 208 824 006 деревня Лодочная
- 19 208 832 004 деревня Митино
- 19 208 824 007 деревня Подгорная
- 19 208 832 005 деревня Починок
- 19 208 824 008 деревня Стари
- 19 208 824 009 деревня Тарабукино

## Идское сельское поселение
В состав поселения входят 2 населённых пункта, ранее относившиеся к Грязовецкому району.
- 19 224 836 001 / 162026 посёлок Ида п/о 162026
- 19 224 836 003 / 162057 посёлок Кордон

## Логдузское сельское поселение
В состав поселения входят населённые пункты, ранее относившиеся к Логдузскому сельсовету. Индекс 161358.
- 19 208 836 002 деревня Белокрутец
- 19 208 836 003 деревня Еремино
- 19 208 836 004 деревня Козлец п/о 161356
- 19 208 836 005 деревня Крутец
- 19 208 836 001 деревня Логдуз п/о 161358
- 19 208 836 006 деревня Плешкино

## Миньковское сельское поселение
В состав поселения входят населённые пункты, ранее относившиеся к сельсоветам:
- Миньковскому (ОКАТО 19 208 844)
- Великодворскому (ОКАТО 19 208 816)
- Кулибаровскому (ОКАТО 19 208 840)

Список населённых пунктов:
- 19 208 816 002 / 161344 деревня Белехово
- 19 208 840 002 / 161343 деревня Бережок
- 19 208 816 001 / 161344 деревня Великий Двор п/о 161344
- 19 208 840 003 / 161343 деревня Глебково
- 19 208 840 004 / 161343 деревня Горка
- 19 208 844 002 / 161340 деревня Грозино
- 19 208 840 005 / 161343 деревня Демьянцево
- 19 208 840 006 / 161343 деревня Заломье
- 19 208 844 003 / 161341 посёлок Комсомольский п/о 161341
- 19 208 840 001 / 161343 деревня Кулибарово п/о 161343
- 19 208 844 004 / 161340 деревня Леваш
- 19 208 844 005 / 161340 посёлок Льнозавод
- 19 208 816 003 / 161344 деревня Малышево
- 19 208 844 001 / 161340 село Миньково п/о 161340
- 19 208 844 006 / 161340 деревня Проскурнино
- 19 208 816 004 / 161344 деревня Талица
- 19 208 844 007 / 161340 посёлок Тиноватка
- 19 208 840 007 / 161343 деревня Шилово

## Подболотное сельское поселение
В состав поселения входят населённые пункты, ранее относившиеся к Подболотному сельсовету. Индекс 161355.
- 19 208 848 002 деревня Безгачиха
- 19 208 848 003 деревня Белогорье
- 19 208 848 004 деревня Бучиха
- 19 208 848 005 деревня Верхотурье
- 19 208 848 006 деревня Городищево
- 19 208 848 007 деревня Дудкино
- 19 208 848 008 деревня Заборье
- 19 208 848 009 деревня Исаково
- 19 208 848 001 деревня Кокшарка п/о 161355
- 19 208 848 010 деревня Коршуниха
- 19 208 848 011 деревня Ляменьга
- 19 208 848 012 деревня Муравьево
- 19 208 848 014 деревня Нефедово
- 19 208 848 013 деревня Николаево
- 19 208 848 015 деревня Пендуз
- 19 208 848 016 деревня Пестериха или Нестериха
- 19 208 848 017 деревня Подболотье
- 19 208 848 018 деревня Скоково
- 19 208 848 019 деревня Сосновка
- 19 208 848 020 деревня Суздалиха
- 19 208 848 021 деревня Сумино
- 19 208 848 022 деревня Суходолово
- 19 208 848 023 деревня Третница
- 19 208 848 024 деревня Шипуново

## Рослятинское сельское поселение
В состав поселения входят населённые пункты, ранее относившиеся к Рослятинскому и Жубрининскому сельсоветам. Индексы 161360, 161353, 161354.
- 19 208 852 002 село Андреевское
- 19 208 852 003 деревня Афаньково или Афонькино
- 19 208 828 002 / 161354 деревня Бабья
- 19 208 852 004 деревня Будьково
- 19 208 852 006 деревня Высокая
- 19 208 828 003 / 161354 деревня Горка
- 19 208 828 004 / 161354 деревня Грива
- 19 208 852 007 деревня Дресвяново
- 19 208 828 001 / 161354 деревня Жубрино п/о 161354
- 19 208 852 008 посёлок Зайчики п/о 161353
- 19 208 852 009 посёлок Знамя
- 19 236 832 005 / 161388 посёлок Илезка
- 19 208 852 010 деревня Кожухово
- 19 208 852 011 посёлок Красота
- 19 208 828 005 / 161354 деревня Крюково
- 19 208 852 012 деревня Лиственка
- 19 208 852 013 деревня Лукерино
- 19 208 828 006 / 161354 деревня Мумаиха
- 19 208 828 007 / 161354 деревня Полюдово
- 19 208 828 008 / 161354 деревня Попово
- 19 208 852 001 село Рослятино п/о 161360
- 19 208 852 014 деревня Рысенково
- 19 208 828 009 / 161354 деревня Сельская
- 19 208 852 015 деревня Степаньково
- 19 208 828 010 / 161354 деревня Терехово
- 19 208 852 016 деревня Челищево
- 19 208 828 011 / 161354 деревня Шонорово

## Тимановское сельское поселение
В состав поселения входят населённые пункты, ранее относившиеся к Тимановскому сельсовету. Индексы 161360, 161365.
- 19 208 860 002 деревня Алексейково
- 19 208 860 003 посёлок Березовка
- 19 208 860 004 деревня Варнавино
- 19 208 860 005 деревня Веретея
- 19 208 860 006 деревня Дор
- 19 208 860 007 деревня Доркин Починок
- 19 208 860 008 деревня Жилкино
- 19 208 860 009 деревня Мулино
- 19 208 860 010 деревня Овсянниково
- 19 208 860 011 деревня Подгорная
- 19 208 860 012 деревня Пожарище
- 19 208 860 001 деревня Тиманова Гора п/о 161365
- 19 208 860 013 деревня Харино
- 19 208 860 014 деревня Холм
- 19 208 860 015 деревня Чупино

## Юркинское сельское поселение
В состав поселения входят населённые пункты, ранее относившиеся к сельсоветам:
- Юркинскому (ОКАТО 19 208 868)
- Фетининскому (ОКАТО 19 208 864)

Список населённых пунктов:
- 19 208 864 001 / 161348 деревня Аниково п/о 161348
- 19 208 868 002 / 161342 деревня Зубариха
- 19 208 868 003 / 161342 хутор Игрово
- 19 208 864 002 / 161349 посёлок Кунож п/о 161349
- 19 208 868 004 / 161342 деревня Петухово
- 19 208 864 003 / 161363 деревня Починок
- 19 208 864 004 / 161348 деревня Пустошь
- 19 208 868 005 / 161342 деревня Свертнево
- 19 208 868 006 / 161342 деревня Тевигино
- 19 208 868 007 / 161342 деревня Теляково
- 19 208 864 005 / 161348 деревня Фетинино
- 19 208 868 001 / 161342 деревня Юркино п/о 161342